# Durga Puja

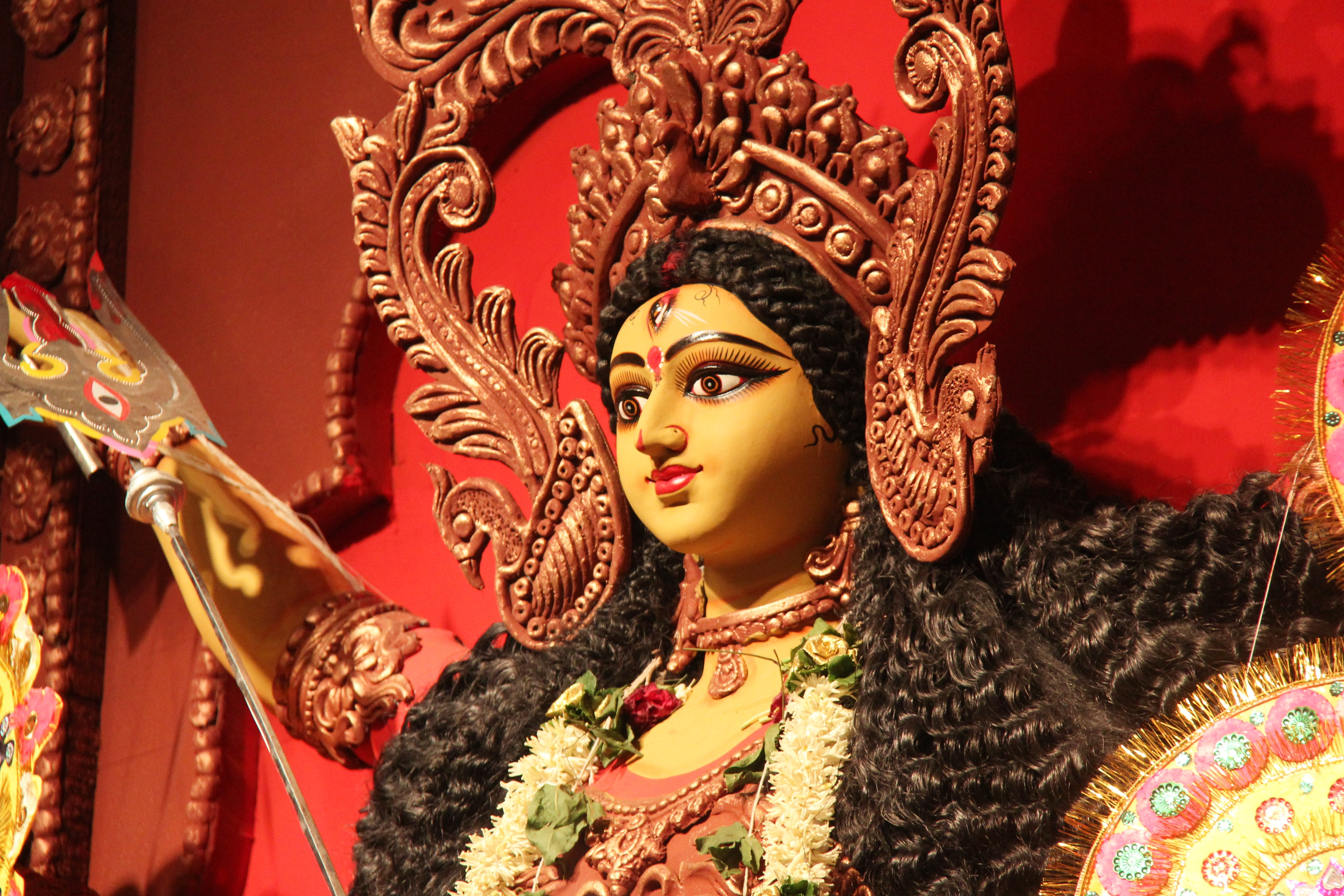
Tượng thần Durga tại vườn Hiranandani.

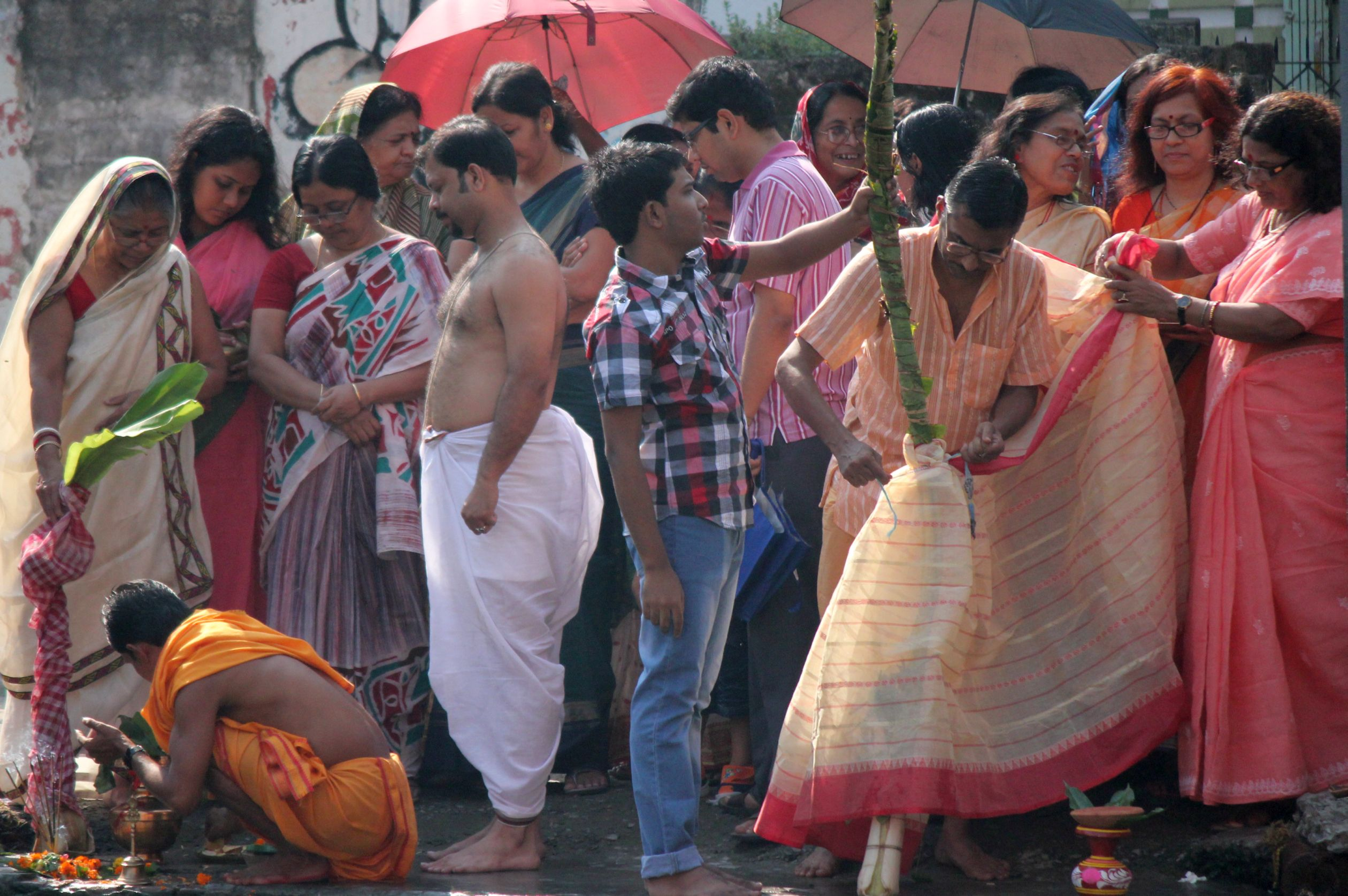
Nabapatrika Snan ở Saptami Morning Of Durgapuja

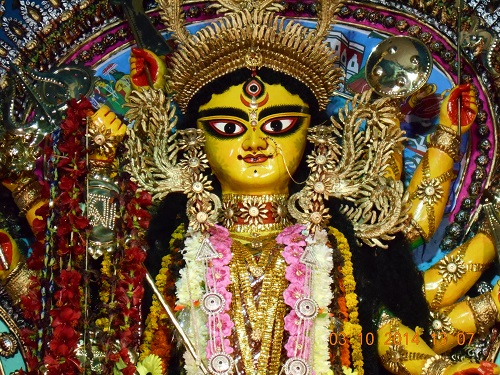
Tượng thần Durga của Poromatala Puja nổi tiếng tại Nabadwip, tây Bengal

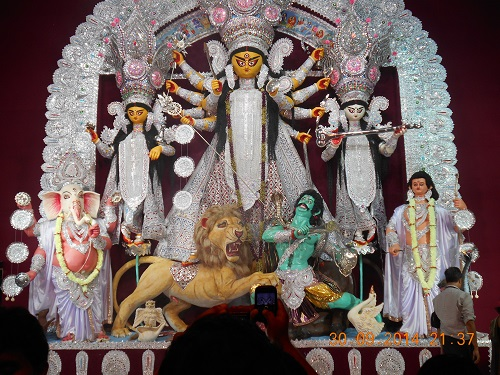
Bagbazar Sarbojonin Puja

Durga Puja (tiếng Bengal: দুর্গাপূজা, tiếng Assam: দুৰ্গা পূজা, tiếng Odia: ଦୁର୍ଗା ପୂଜା [d̪urɡa pudʒa], nghe: listenⓘ, "thờ cúng Durga"), cũng được gọi là Durgotsava (tiếng Bengal: দুর্গোৎসব phát âm tiếng Bengal: [d̪urɡot̪ʃɔb], nghe: Durgotsavaⓘ, "lễ hội Durga") hoặc Sharadotsav là một lễ hội Hindu hàng năm ở Nam Á được cử hành để thờ phụng nữ thần Durga trong đạo Hindu. Nó liên quan đến cả sáu ngày quan sát như Mahalaya, Shashthi, Maha Saptami, Maha Ashtami, Maha Navami và Vijayadashami.